# チネチッタ駅
チネチッタ駅(Cinecittà)はローマ地下鉄のA線にある駅の一つ。 
トゥスコラーナ街道のトッレ・スパッカータ通り (via di Torre Spaccata) とカパネッレ通り (via delle Capannelle) の交差点にある。
駅名は出口からすぐの歴史的映画撮影所のチネチッタから。

## 周辺
- トゥスコラーナ街道
- チネチッタ
- チネチッタ・ドゥーエ ("Cinecittà Due") ショッピングセンター
- アッピア街道州立公園
  - ローマ水道橋公園（クラウディウス水道とフェリクス水道）